# Józef Jankielewicz

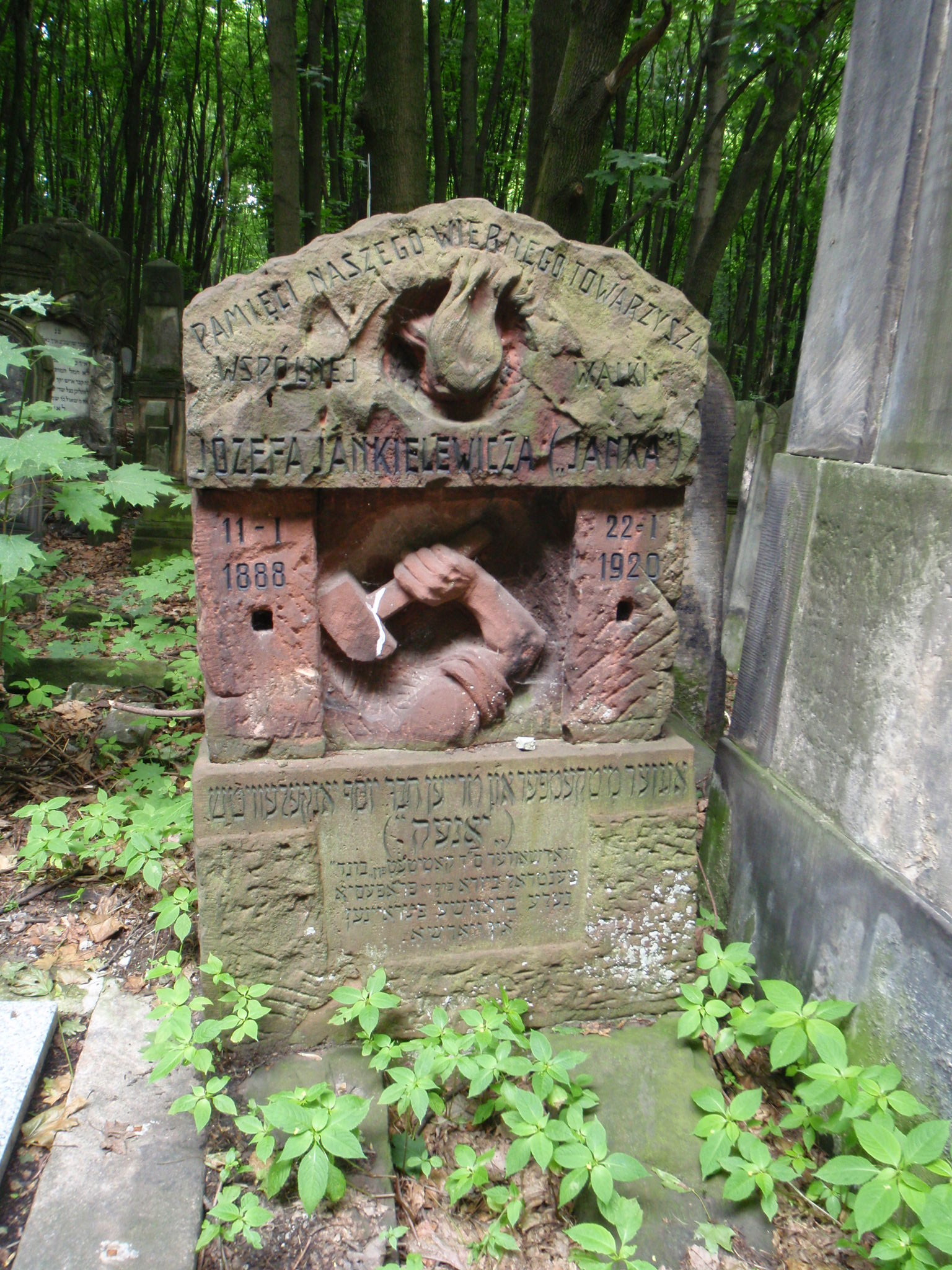
Grób Józefa Jankielewicza na cmentarzu żydowskim w Warszawie

Józef Jankielewicz ps. Janek (ur. 11 stycznia 1888 w Dubnie, zm. 22 stycznia 1920 w Warszawie) – polski drukarz, działacz Bundu żydowskiego pochodzenia.
Urodził się w Dubnie, lecz w młodości opuścił to miasto i udał się do Warszawy. Tam, pracując jako drukarz, należał do tajnego związku członków tej grupy zawodowej. W 1913 wstąpił do Bundu, gdzie stał się  aktywistą. Przygotowując strajk drukarzy na początku 1914, z powodu donosu, został aresztowany przez carską policję. Po wybuchu I wojny światowej był zaangażowany w organizację kuchni robotniczych. W tym czasie należał do Komitetu Warszawskiego Bundu. W 1916 władze okupacyjne internowały go w Hawelbergu. W odrodzonej Polsce zorganizował dom dziecka, któremu nadano imię działacza Bundu Bronisława Grossera.
Zmarł na gruźlicę. Spoczywa na cmentarzu żydowskim przy ulicy Okopowej w Warszawie (kwatera 44, rząd 1).